# Reinfried Herbst
Reinfried Herbst (født 11. oktober 1978 i Salzburg, Østrig) er en østrigsk alpin skiløber, med speciale i slalom. I denne disciplin vandt han sølv ved OL i 2006 i Torino.

## Resultater
Herbst vandt ved OL i 2006 i Torino sølv i slalom, og har i samme disciplin vundet en lang række World Cup-sejre.